# Lô Châu, Tứ Xuyên

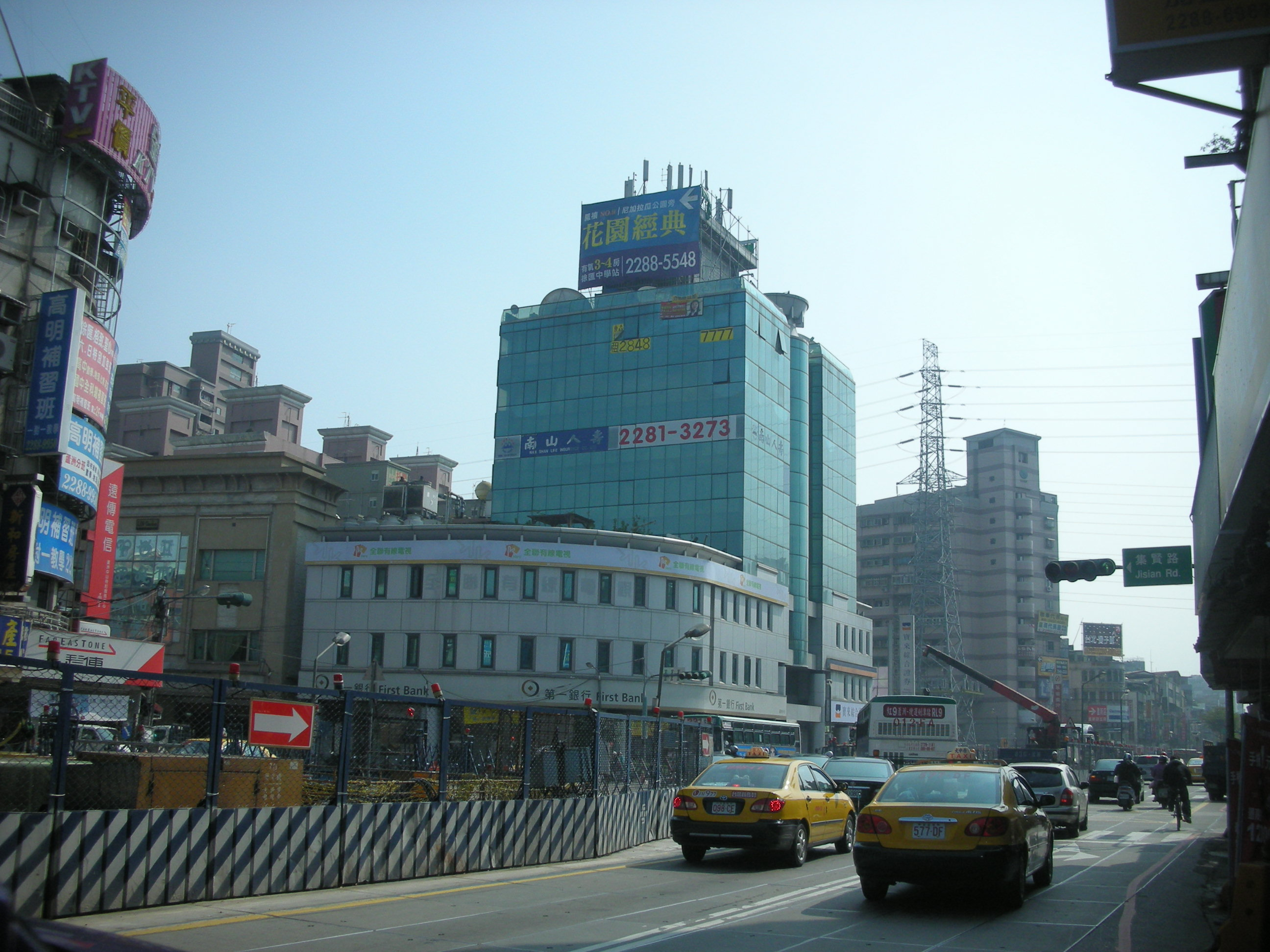
Lô Châu

Lô Châu (泸州市) là một địa cấp thị thuộc tỉnh Tứ Xuyên, Cộng hòa Nhân dân Trung Hoa

## Các đơn vị hành chính
Địa cấp thị Lô Châu quản lý các đơn vị cấp huyện sau:

### Các quận nội thành
Các quận:
- Giang Dương (江阳区)
- Nạp Khê (纳溪区)
- Long Mã Đàm (龙马潭区)

### Các huyện
Các huyện
- Lô huyện (泸县)
- Hợp Giang (合江县)
- Tự Vĩnh (叙永县)
- Cổ Lận (古蔺县)